# Oxynaspis floridana
Oxynaspis floridana är en kräftdjursart som beskrevs av Henry Augustus Pilsbry 1953. Oxynaspis floridana ingår i släktet Oxynaspis och familjen Oxynaspididae. Inga underarter finns listade i Catalogue of Life.